# Darcy Tucker
Darcy Tucker (* 15. März 1975 in Castor, Alberta) ist ein ehemaliger kanadischer Eishockeyspieler, der im Verlauf seiner aktiven Karriere zwischen 1995 und 2010 unter anderem 947 Spiele für die Canadiens de Montréal, Tampa Bay Lightning, Toronto Maple Leafs und Colorado Avalanche in der National Hockey League auf der Position des rechten Flügelstürmers bestritten hat. Tuckers Schwager ist der ehemalige kanadische Eishockeyspieler Shayne Corson, der ebenfalls in der NHL aktiv war.

## Karriere
Tucker ist zusammen mit Tyson Nash und Ryan Huska einer von drei Spielern, die 1992, 1994 und 1995 bei allen drei Memorial-Cup-Siegen der Kamloops Blazers auf dem Eis standen. Während seiner Zeit mit dem Franchise aus der kanadischen Juniorenliga Western Hockey League wurde der Flügelstürmer jeweils zweimal ins Memorial-Cup-All-Star-Team sowie ins WHL West First All-Star-Team gewählt. Außerdem wurde er 1994 zusammen mit den besten Spielern der Dachorganisation Canadian Hockey League in deren First All-Star-Team gewählt und erhielt die Stafford Smythe Memorial Trophy als wertvollster Spieler des Memorial Cups. Beim NHL Entry Draft 1993 sicherten sich die Montréal Canadiens die Rechte an dem Nachwuchsspieler und setzten ihn schließlich in der Saison 1995/96 erstmals bei ihrem Farmteam Fredericton Canadiens in der American Hockey League ein.
In dieser Spielzeit wurde der Kanadier mit der Dudley „Red“ Garrett Memorial Award als bester Rookie der Saison ausgezeichnet, zusätzlich erhielt er erste Einsatzzeiten bei den Montréal Canadiens in der National Hockey League. Nach zweieinhalb Jahren in der kanadischen Metropole, wo der Angreifer mit den Canadiens zweimal das Play-off-Viertelfinale erreichte, wurde Tucker zusammen mit Stéphane Richer und David Wilkie im Tausch gegen Patrick Poulin, Igor Ulanow und Mick Vukota zum Ligakonkurrenten Tampa Bay Lightning transferiert. Dort bestritt der Angreifer drei Spielzeiten und wurde schließlich für Mike Johnson an die Toronto Maple Leafs abgegeben.
Im Conference-Viertelfinale 2002 checkte Tucker den Kanadier Michael Peca, Kapitän der New York Islanders, im fünften Spiel der Serie mit der Hüfte, sodass sich dieser einen doppelten Kreuzbandriss im linken Knie zuzog und für mehrere Monate ausfiel. Gegen Tucker wurde jedoch keine Strafe ausgesprochen. Im Sommer 2006 verpflichteten die Maple Leafs Peca als neuen Teamkollegen des Offensivspielers.
Am 24. Juni 2008 wurde Tucker zum Free Agent, nachdem die Toronto Maple Leafs seinen bestehenden Vertrag auflösten. Eine Woche später unterschrieb der Linksschütze einen mit 4,5 Millionen US-Dollar dotierten Vertrag bei der Colorado Avalanche. Nach zwei Spielzeiten mit dem Team aus Denver, in denen er nicht an seine Punkteausbeute in Toronto anknüpfen konnte, gab Darcy Tucker am 1. Oktober 2010 seinen Rücktritt vom aktiven Sport bekannt.

### International
Mit der kanadischen Juniorennationalmannschaft gewann Darcy Tucker bei der Junioren-Weltmeisterschaft 1995 die Goldmedaille.

## Erfolge und Auszeichnungen
| - 1992 President’s-Cup-Gewinn mit den Kamloops Blazers - 1992 Memorial-Cup-Gewinn mit den Kamloops Blazers - 1994 WHL West First All-Star Team - 1994 President’s-Cup-Gewinn mit den Kamloops Blazers - 1994 Memorial-Cup-Gewinn mit den Kamloops Blazers - 1994 Memorial Cup All-Star Team - 1994 Stafford Smythe Memorial Trophy | - 1994 CHL First All-Star Team - 1995 WHL West First All-Star Team - 1995 President’s-Cup-Gewinn mit den Kamloops Blazers - 1995 Memorial-Cup-Gewinn mit den Kamloops Blazers - 1995 Memorial Cup All-Star Team - 1996 Dudley „Red“ Garrett Memorial Award |

### International
- 1995 Goldmedaille bei der Junioren-Weltmeisterschaft

## Karrierestatistik

### International
Vertrat Kanada bei:
- Junioren-Weltmeisterschaft 1995

(Legende zur Spielerstatistik: Sp oder GP = absolvierte Spiele; T oder G = erzielte Tore; V oder A = erzielte Assists; Pkt oder Pts = erzielte Scorerpunkte; SM oder PIM = erhaltene Strafminuten; +/− = Plus/Minus-Bilanz; PP = erzielte Überzahltore; SH = erzielte Unterzahltore; GW = erzielte Siegtore; 1 Play-downs/Relegation; Kursiv: Statistik nicht vollständig)